# Otocéphalie
 Mise en garde médicale
L'otocéphalie est une malformation congénitale craniofaciale rare, souvent létale, qui se caractérise par une atrophie ou une absence de mandibule (agnathie) avec des oreilles situées sous, ou au niveau des joues.
L'otocéphalie fait le plus souvent partie d'un ensemble de malformations crâniennes (comme la cyclopie) ou extracrâniennes. Elle se diagnostique à l'échographie de grossesse.
Cette malformation est le plus souvent incompatible avec la vie, et la prise en charge de quelques cas moins sévères ayant survécu pose des problèmes éthiques.

## Fréquence et causes

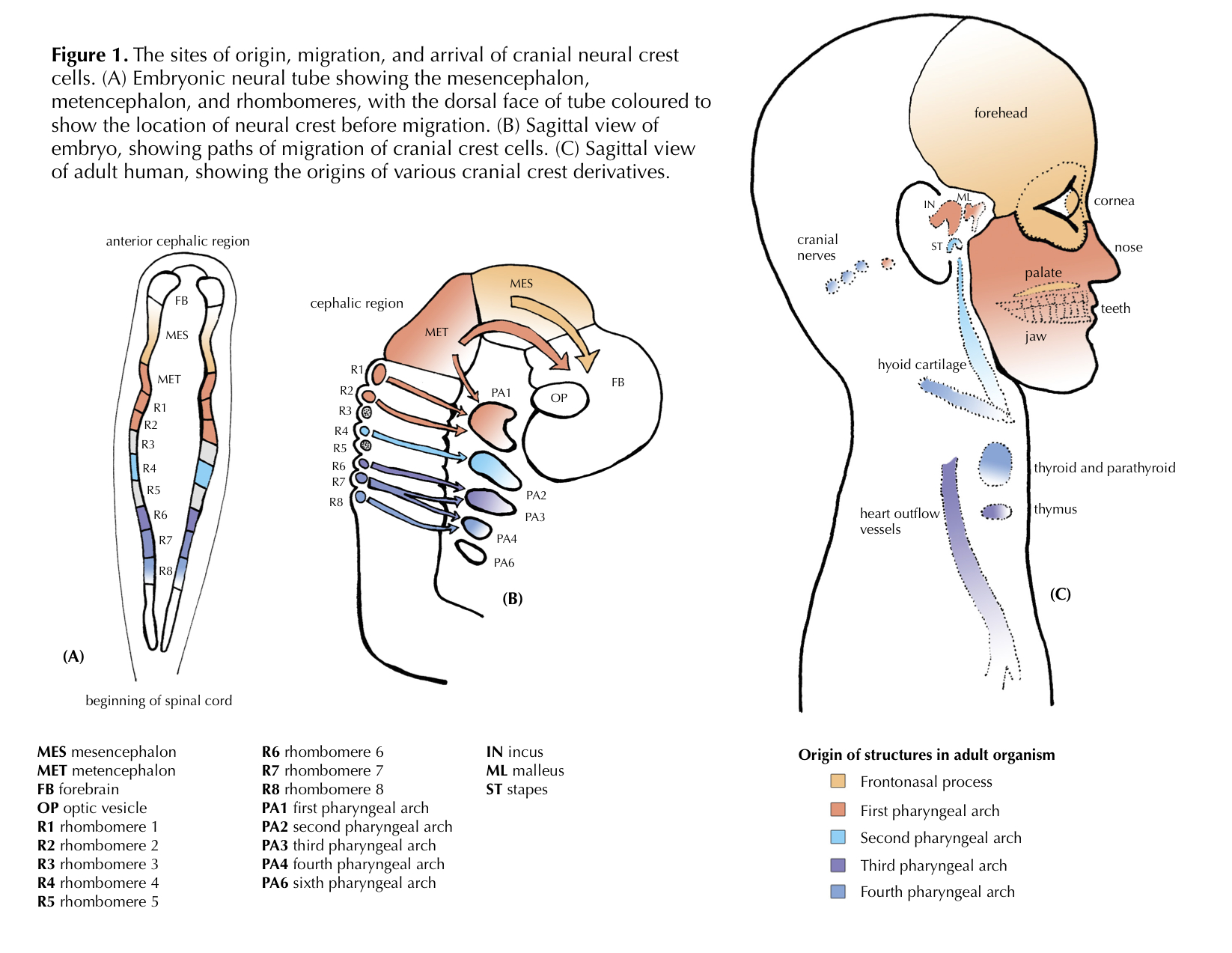
Embryologie de la face humaine, du tube neural (4e semaine de grossesse) au visage définitif.

L'otocéphalie est une malformation congénitale rare survenant moins d'une fois sur 70 000 naissances. Sur la période 1990-2020 près de 65 cas ont été publiés dans le monde.
Cette malformation pourrait s'expliquer par un défaut de migration des cellules de la crête neurale lors de la blastogenèse. Ce défaut retentit sur la formation du premier arc pharyngé.
Le premier stade du développement facial de l'embryon humain s'effectue de la 5e à la 8e semaine de grossesse. La première paire d'arcs pharyngés évolue en mandibule, en formant une partie de la langue et les oreilles. Normalement, les oreilles sont initialement basses, situées sous ou au niveau des joues, puis elles sont progressivement repoussées en arrière et en haut au fur et à mesure du développement de la mandibule et du cou. Dans l'otocéphalie, la mandibule ne se développe pas ou reste absente, les oreilles restent basses.
Les causes de l'otocéphalie sont mal connues et en discussion. Les facteurs génétiques seraient des mutations des gènes OTX2, PRRX1, et CRKL,.
Pour un article plus général, voir Boîte homéotique.
Dans quelques cas, il existe des anomalies chromosomiques comme des translocations entre chromosome 6 et chromosome 18. Des études familiales suggèrent que l'otocéphalie pourrait être transmise selon un modèle autosomique dominant ou récessif. Les facteurs environnementaux augmentant le risque seraient des expositions tératogènes au cours de la grossesse : radiations, médicaments tels que les salycilates et la théophylline, exposition prénatale à l'alcool,,.

## Clinique et classification

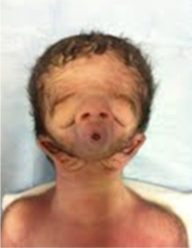
Otocéphale (image post mortem à la naissance).

L'otocéphalie se caractérise par, :
- une atrophie de la mandibule (micrognathie) ou son absence (agnathie) ;
- une bouche réduite à un petit trou ou une simple fente (microstomie), avec atrophie de la langue (microglossie) ou son absence (aglossie) ;
- des oreilles bas situées au niveau des joues ou de la partie supérieure du cou.

L'otocéphalie peut se présenter isolément ou dans le cadre d'autres malformations aggravant le pronostic (le plus souvent létal), d'où une classification en 4 types, :
1. otocéphalie isolée ;
2. otocéphalie avec holoprosencéphalie et des malformations faciales comme la cyclopie ou le proboscis (nez en forme de tube) ;
3. otocéphalie avec situs inversus et autres malformations viscérales ;
4. otocéphalie avec holoprosencéphalie, situs inversus, et autres malformations.

## Diagnostic et pronostic
Le diagnostic prénatal précoce de l'otocéphalie est difficile malgré les progrès de l'imagerie médicale.
Le diagnostic peut se faire lors de la surveillance échographique de la grossesse, le plus souvent au deuxième ou troisième trimestre de grossesse, notamment lorsqu'il existe un hydramnios ou d'autres malformations associées. L'utilisation d'échographie 3D ouvrirait la possibilité d'une détection plus précoce, au premier ou deuxième trimestre,.
La plupart des enfants atteints de formes sévères, incompatibles avec la vie (type 2 à 4), naissent mort-nés ou meurent quelques heures après la naissance, notamment par détresse respiratoire (absence de mandibule et malformations de la trachée et de l'oropharynx qui ne permettent pas trachéotomie ou intubation),.
Dans l'otocéphalie type 1 (atrophie de la mandibule sans malformations létales), à la date de 2016, sept cas publiés ont pu survivre au delà de l'enfance, avec une trachéotomie, une alimentation par sonde (gastrostomie), et une chirurgie de reconstruction de la mâchoire.

## Problèmes éthiques
Si le diagnostic prénatal est fait à temps, la famille dûment informée décide de terminer ou non la grossesse.
Si le diagnostic est tardif (ou par absence de suivi de grossesse), et que l'enfant nait vivant, l'équipe médicale doit informer la famille du pronostic et de la qualité de vie attendue de l'enfant, en tenant compte du niveau de compréhension, des souhaits et croyances, des besoins culturels et affectifs pour que famille prenne sa décision.
Une démarche proposée est, dans un premier temps, de soutenir la vie par une éventuelle réanimation respiratoire, durant la discussion et la décision de la famille. Dans un second temps, s'il survient une défaillance cardiaque avec détérioration rapide, la réanimation est alors considérée comme agressive et futile par la plupart des néonatalogistes. La décision d'arrêter la réanimation, et de passer en soins palliatifs, se fait au cas par cas, selon l'avis de la famille.

## Histoire

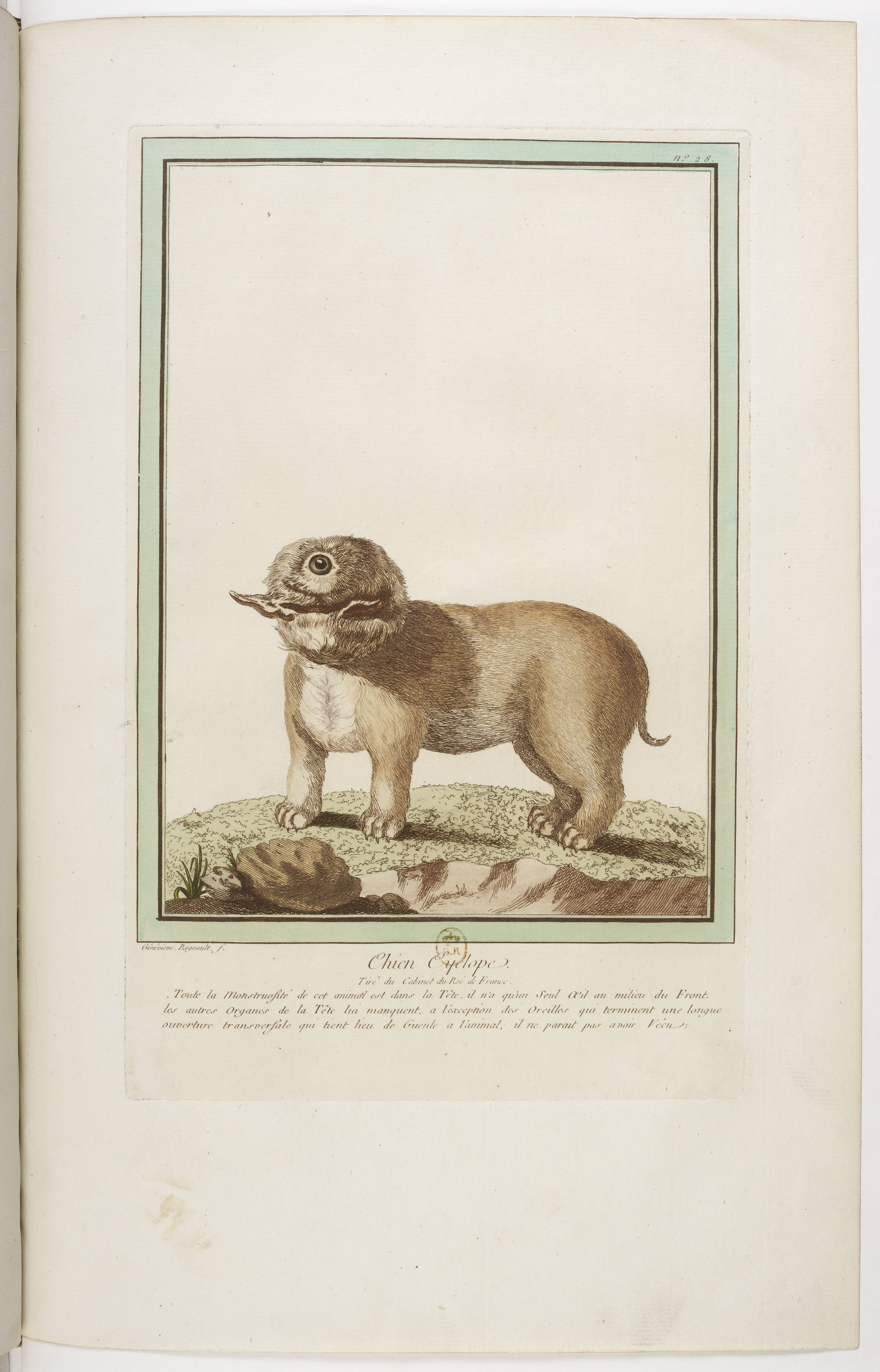
Chien cyclope avec les oreilles sous la gueule, illustration de Les écarts de la nature (1775) de Nicolas-François Regnault. « Tiré du cabinet du Roi de France, il ne parait pas avoir vécu ».

Dans son Des monstres et prodiges (1573), Ambroise Paré (1509-1590) décrit la naissance d'un « homme à tête de grenouille » dont l'interprétation moderne exacte reste discutée, mais qui pourrait correspondre à un cas d'otocéphalie. Ce type de monstre est attribué soit à l'imagination des femmes enceintes, soit au produit d'une bestialité.
L'approche scientifique de l'otocéphalie est le fait de Geoffroy Saint-Hilaire (1805-1861) qui nomme et décrit les « otocéphaliens » pour en faire une famille de monstres unitaire et autosite (individus uniques à système circulatoire complet) caractérisé par la réunion des deux oreilles à la partie inférieure de la face.
Il propose une classification divisant la famille des otocéphaliens en six genres, selon la situation des yeux, :
- sphénocéphales, deux yeux bien séparés ;
- strophocéphales, deux yeux très rapprochés ;
- otocéphales, un seul œil ou deux yeux dans la même orbite ;
- édocéphales, pas de bouche, une trompe au dessus d'un œil cyclope ;
- opocéphales, comme les précédents mais sans trompe ;
- triocéphales, absence d'yeux, de bouche et de nez.

À partir des travaux de Geoffroy Saint-Hilaire, les naturalistes du XIXe siècle retrouvent l'otocéphalie chez tous les vertébrés, l'otocéphalie animale parait beaucoup plus fréquente que chez les humains.
Les recherches de Camille Dareste (1822-1899) et d'Étienne Wolff (1904-1996) parviennent à reproduire expérimentalement l'otocéphalie chez les batraciens et les oiseaux, par divers procédés appliqués à des stades embryonnaires.